# مغامرات نور
مغامرات نور مسلسلٌ تلفزيونيٌّ كنديٌّ للأطفال من تأليف جيف روسن، عُرِض أولَ مرة في سبتمبر 2007.

## نبذة
تعيش نور في قلعة مع التنين ديدي، وهو أصغر منها سنًا. وهي فتاة رياضية وإيجابية ومرحة وتحرص على حل المشاكل التي تواجهها.

## روابط خارجية
- مغامرات نور على موقع IMDb (الإنجليزية)
- مغامرات نور على موقع نتفليكس (الإنجليزية)
- مغامرات نور على موقع ألو سيني (الفرنسية)
- مغامرات نور على موقع قاعدة بيانات الفيلم (الإنجليزية)